# Ouled Kihal
Ouled Kihal è un comune dell'Algeria, situato nella provincia di ʿAyn Temūshent.